# Denis Bouanga
Denis Athanase Bouanga (ur. 11 listopada 1994 w Paryżu) – francusko-gaboński piłkarz występujący na pozycji ofensywnego pomocnika w Los Angeles FC.
Denis Bouanga jest wychowankiem Le Mans. W sezonie 2013/2014 grał w szóstoligowym AS Mulsanne – Téloché. Następnie trafił do FC Lorient, gdzie najpierw grał w rezerwach, a 28 października 2014 zadebiutował w pierwszym zespole w wygranym 2:1 meczu 3. rundy Pucharu Ligi Francuskiej z Evian Thonon Gaillard FC. Wiosną 2016 roku był wypożyczony do RC Strasbourg, a 26 lipca 2016 przedłużył kontrakt z FC Lorient do 2019 roku i został wypożyczony na sezon do Tours FC. W 2018 przeszedł do Nîmes Olympique.
27 grudnia 2016 José Antonio Camacho powołał go do reprezentacji Gabonu na Puchar Narodów Afryki 2017. W drużynie narodowej zadebiutował podczas pierwszego meczu turnieju (1:1 z Gwineą Bissau). Bouanga wystąpił we wszystkich spotkaniach fazy grupowej, po której gospodarze odpadli z zawodów.